# Bartolomeu I al Constantinopolului

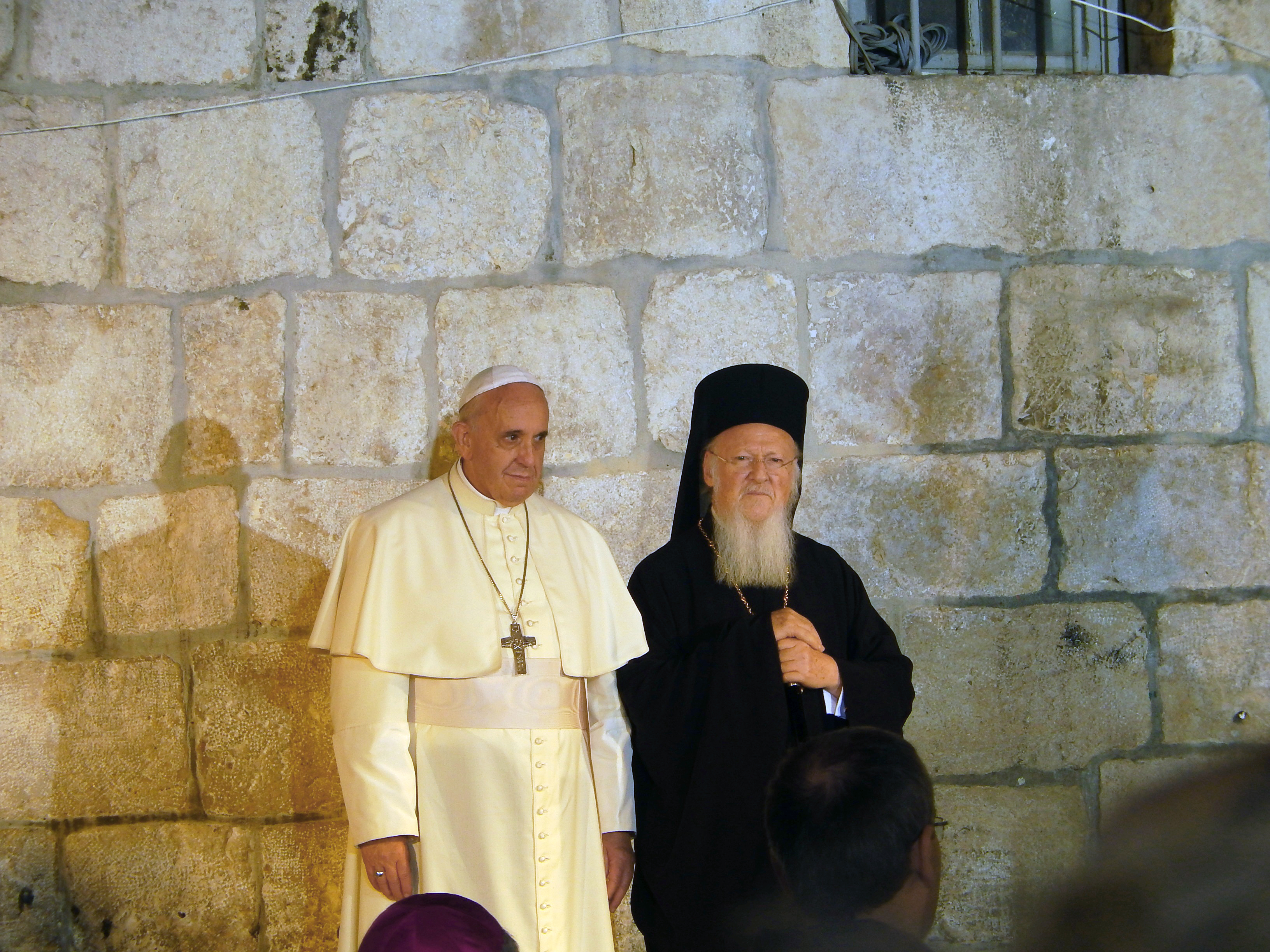
Papa Francisc și patriarhul Bartolomeu, în Biserica Sfântului Mormânt de la Ierusalim

Bartolomeu I (în limba greacă Βαρθολομαίος Α, numele său laic fiind cel de Demetrios Arhontonis; n. 29 februarie 1940, insula Imbros, Turcia) este, din 2 noiembrie 1991, cel de-al 270-lea patriarh ecumenic al Patriarhiei de Constantinopol. Poartă titlul de „arhiepiscop de Constantinopol, Noua Romă și patriarh ecumenic”, este considerat succesorul Sfântului Apostol Andrei, „primul între egalii săi” (primus inter pares) în raport cu conducătorii Bisericilor Ortodoxe. Cu cetățenie turcă, el aparține minorității grecești din Turcia.

## Biografie

### Studiile și primii ani de slujire
A studiat teologia în seminarul de pe insula Halki, la Universitatea Gregoriană din Roma, oraș unde și-a luat și doctoratul in Teologie, la Institutul Pontifical Oriental. De asemenea, a studiat și la München. În anul 1961 a fost hirotonit diacon. În anul 1969 a fost hirotonit preot. Trei ani mai târziu devine conducătorul cancelariei patriarhale. În anul 1973 a devenit episcop titular de Philadelphia (Asia Mică). A fost șeful de cabinet al patriarhului Demetrios I. Vorbește fluent greaca, turca, latina, germana, engleza și franceza. În 1990 devine mitropolit al Calcedonului și prin aceasta cel mai important ierarh după partiarh din sinodul constantinopolitan. În 22 octombrie 1991 a fost ales de cei 15 membri ai Sfântului Sinod drept arhiepiscop de Constantinopol și patriarh ecumenic.

### Promotor al apropierii dintre biserici
Patriarhul Bartolomeu s-a implicat în apropierea dintre oameni și biserici, pentru ecumenism și dialog interreligios. Este sprijinitorul inițiativelor de protejare a mediului înconjurător, încât presa l-a supranumit "patriarhul verde". Pentru meritele dobândite în această privință primește în 2002 premiul Sophie pentru mediu. A participat la ziua mondială a rugăciunii de la Assisi din 2002.
O delegație condusă de el a fost primită, la 30 iunie 2005, de către papa Benedict al XVI-lea la Vatican. Vizita de răspuns la Patriarhia Ecumenică a avut loc la 30 noiembrie 2006, la sărbătoarea Sf. Andrei. Ambele părți au semnat cu această ocazie o declarație.
A asistat la slujba de inaugurare a pontificatului papei Francisc, la Roma, fiind, după mai bine de 1000 de ani, primul patriarh ortodox care a luat parte la un astfel de eveniment, lucru deosebit de apreciat în media internațională.
În data de 25 mai 2014, la 50 de ani de la întâlnirea istorică dintre patriarhul Athenagoras și papa Paul al VI-lea la Ierusalim, patriarhul Bartolomeu s-a întâlnit, tot la Ierusalim, cu papa Francisc.